# 福島県道57号郡山大越線
福島県道57号郡山大越線（ふくしまけんどう57ごう こおりやまおおごえせん）は、福島県郡山市から田村市に至る県道（主要地方道）である。

## 概要
郡山駅入口交差点から若葉町交差点までの区間は、国道4号の旧道に当たる。

### 路線データ
- 起点 : 郡山市大町1丁目（福島県道17号郡山停車場線交点 郡山駅入口交差点）
- 終点 : 田村市大越町下大越字上田（福島県道19号船引大越小野線交点）
- 総延長：28.614km
  - 実延長：28.208km[2][3]

## 歴史
- 1982年4月1日 - 建設省告示第935号が公布され、県道郡山大越線が主要地方道郡山大越線として指定される。
- 1982年（昭和57年）4月1日 - 福島県によって現在の県道路線と路線名が認定される[4]。
- 1993年（平成5年）5月11日 - 建設省から、県道郡山大越線が郡山大越線として主要地方道に指定される[5]。
- 2016年（平成28年）4月1日 - 郡山バイパスに並行する国道4号現道区間のうち郡山駅入口交差点から若葉町交差点が国土交通省から県に移管され、当県道に指定される[1]。

## 路線状況

### 重用路線
- 福島県道144号谷田川三春線（田村郡三春町大字狐田字町田 - 同郡同町大字狐田字五郎内）
- 福島県道40号飯野三春石川線（田村郡三春町大字蛇石字舞台田 - 同郡同町大字樋渡字下ノ前）
- 福島県道300号門沢三春線（田村市船引町芦沢 - 田村市船引町堀越）
- 国道349号（田村市船引町門沢字日照田地内）

### バイパス・新道
下大越工区（田村市大越町）
- 全長…600 m
- 幅員…10.0 m（車道部6.0 m）

最小幅員2.5 mと車両のすれ違いができない下大越地区の狭隘区間解消のために2011年度から市町村合併支援道路整備事業として事業化され、2013年10月7日に開通した。

## 地理

### 通過する自治体
- 郡山市 - 田村郡三春町 - 郡山市 - 田村郡三春町（飛地） - 郡山市 - 田村郡三春町 - 田村市

### 交差する道路
- 郡山市

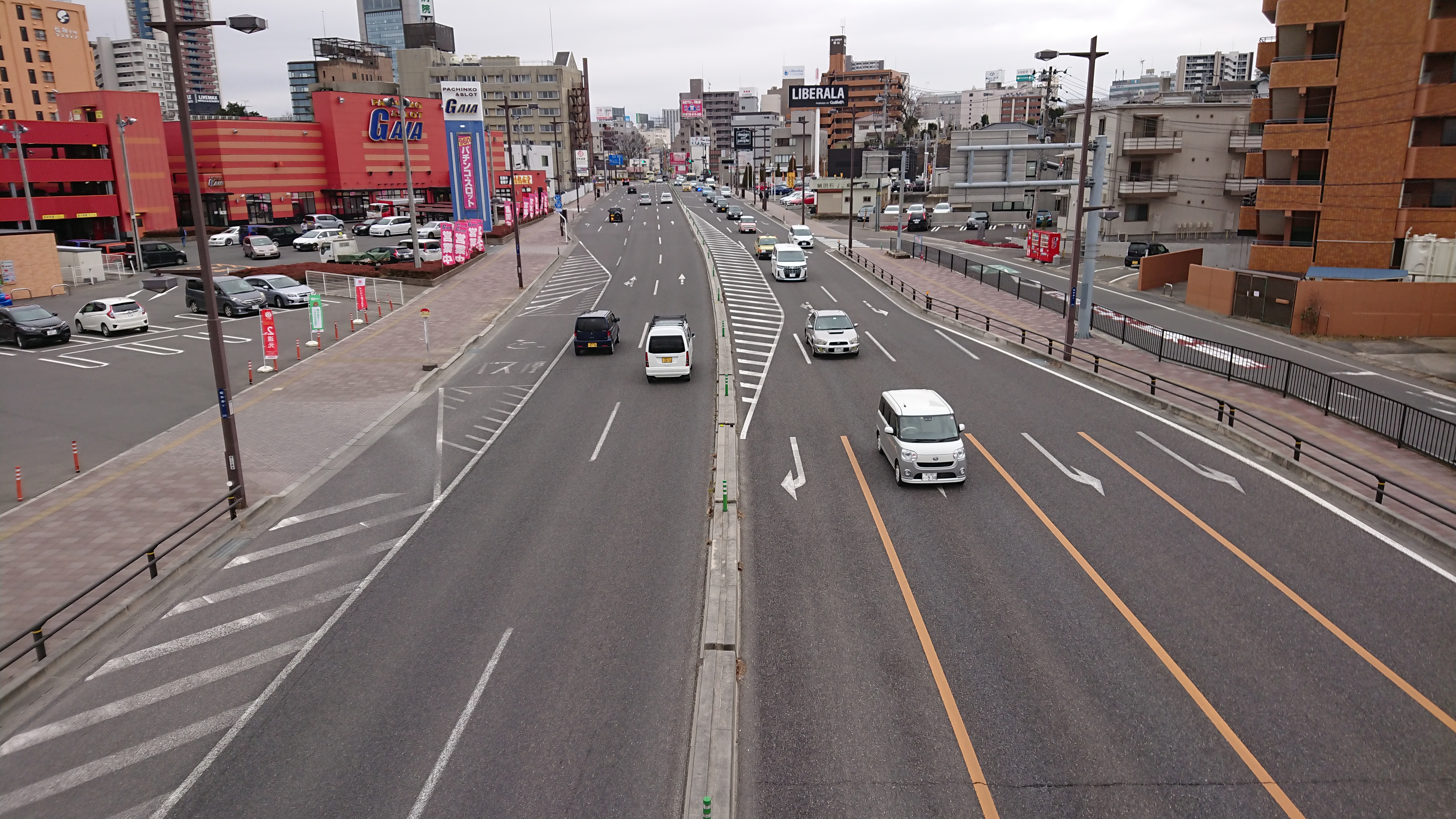
郡山市若葉町（若葉町交差点から南を望む）

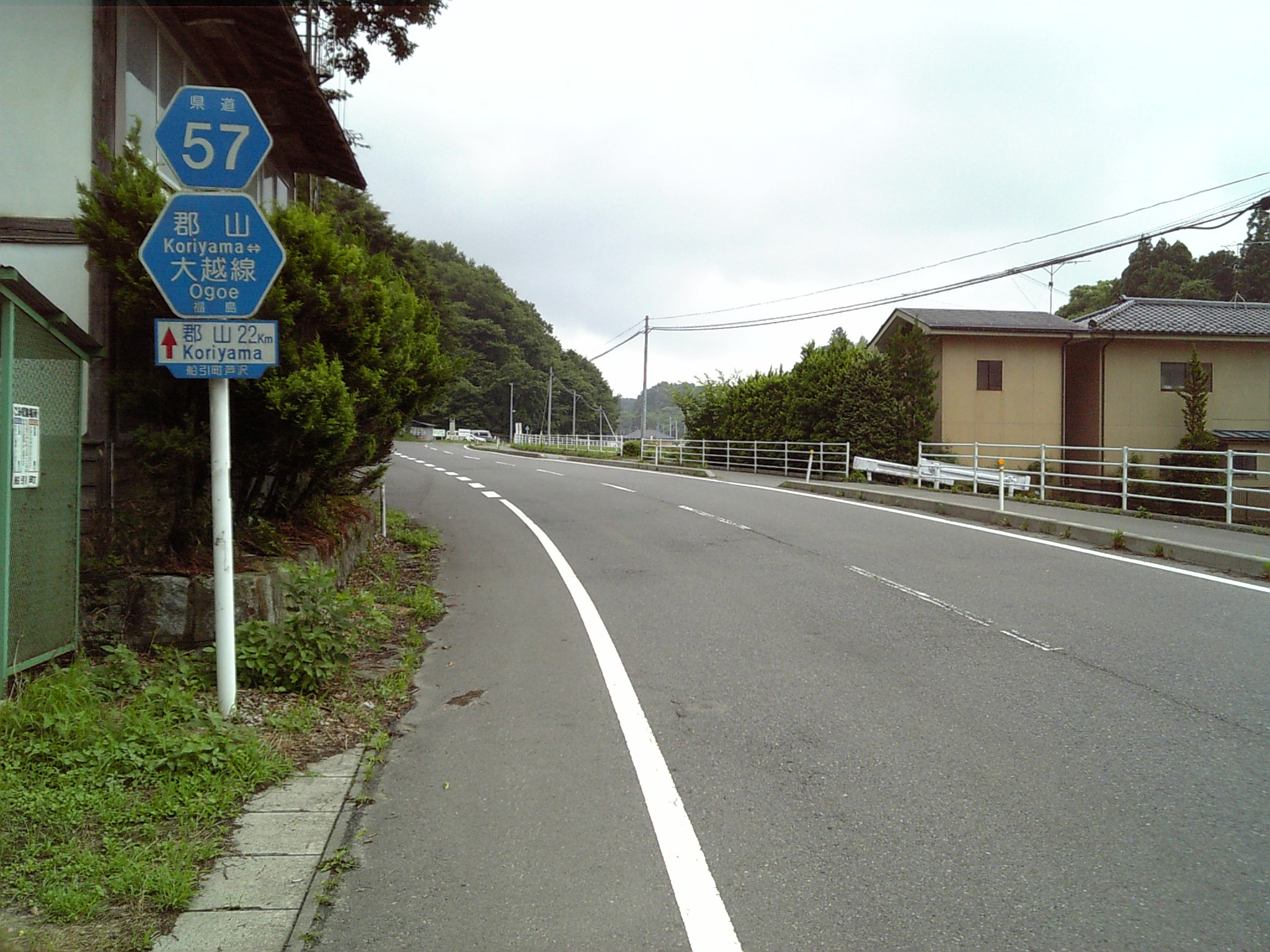
田村市船引町芦沢（2008年7月）

  - 福島県道17号郡山停車場線・福島県道142号河内郡山線（大町1丁目（郡山駅入口交差点） 起点）
  - 福島県道296号荒井郡山線 （若葉町（若葉町交差点））若葉町交差点。画像下（南）から右（東）へ当路線は屈折する。上（北）は県道296号富久山方面。

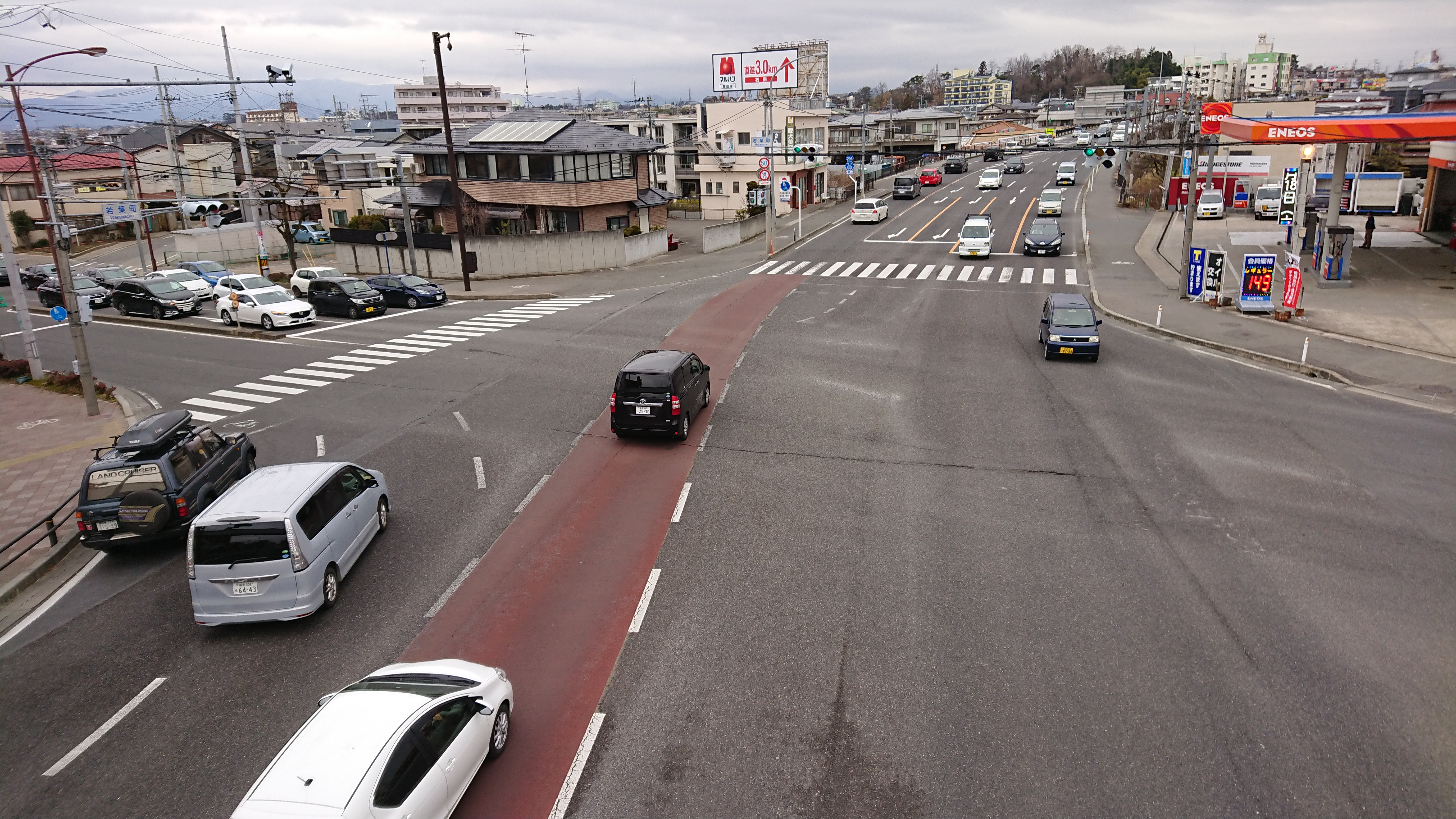
若葉町交差点。画像下（南）から右（東）へ当路線は屈折する。上（北）は県道296号富久山方面。

  - 福島県道355号須賀川二本松線（郡山市大町2丁目）
  - 福島県道73号二本松金屋線（阿久津町久保）
  - 福島県道298号阿久津舞木停車場線（阿久津町石橋）
- 三春町
  - 福島県道54号須賀川三春線（斎藤字町田）
  - 福島県道144号谷田川三春線 郡山市田村町方面（狐田字沢口）
  - 福島県道144号谷田川三春線（狐田字五郎内）
  - 福島県道40号飯野三春石川線 福島方面（蛇石字舞台田）
  - 福島県道40号飯野三春石川線 石川方面（樋渡字下ノ前）
- 田村市
  - 福島県道300号門沢三春線 三春方面（船引町芦沢字霜田）
  - 福島県道113号常葉芦沢線（船引町芦沢字朴橋）
  - 福島県道300号門沢三春線 小野方面（船引町堀越字夏崎）
  - 国道349号 二本松方面（船引町門沢字日照田）
  - 国道349号 小野方面（船引町門沢字日照田）
  - 福島県道19号船引大越小野線（大越町下大越字上田 終点）

## 道路施設
逢瀬川橋
阿久津橋
向山橋
- 全長：54.0m
- 幅員：10.0m
- 竣工：1990年[7]

三春町西方字向山にて一級水系阿武隈川水系大滝根川左岸の支流の小河川を渡る。橋上は上下対向2車線で供用され、下り線側に歩道が設置されている。
三春トンネル
- 全長：190m
- 幅員：6.0（9.75）m
- 有効高：4.7m
- 工法：NATM工法（上部半断面先進工法）・坑口部サイロット工法
- 竣工：1992年2月
- 施工：清水建設東北支店[8]

三春町西方字向山から狐田字折ノ内に至る。三春ダム建設に伴う路線付替のために1990年度より建設省三春ダム工事事務所により建設された。総工費は7億3100万円。坑口部には三春駒が描かれている。
狐田橋
- 全長：58.0m
- 幅員：11.0m
- 竣工：1991年[7]

三春町狐田字西子田にて一級水系阿武隈川水系大滝根川（さくら湖）支流を渡る。橋上は上下対向2車線で供用され、下り線側に歩道が設置されている。起点から終点にかけ緩く左カーブを描く線形をしている。
新越田和橋
- 全長：128.0m
- 幅員：10.0m
- 竣工：1989年[10]

三春町蛇石字舞台田に位置し、一級水系阿武隈川水系大滝根川（三春ダムのダム湖であるさくら湖）を渡る。橋上は上下対向2車線で供用されており、下り線側に歩道が設置されている。橋梁東側にある十字路にて福島県道40号飯野三春石川線に接続する。
柏原橋
- 全長：23.5m
- 幅員：6.0（10.0）m
- 形式：PC単純プレテン中空床版桁橋
- 竣工：2013年3月
- 施工：IHIインフラ建設

田村市大越町下大越字後原から字上田に跨り、一級水系阿武隈川水系大滝根川支流の牧野川を渡る。橋上は上下対向2車線で供用されており、上り線側に幅員2.5mの歩道が設置されている。橋梁東側にて福島県道19号船引大越小野線と交差し当路線の終点となる。2011年度より市町村合併支援道路整備事業として建設された。総工費は8600万円。

## 沿線にある施設など
- 星総合病院
- 郡山駅東ショッピングセンター
- 郡山市立白岩小学校
- 大滝根川
  - 三春ダム
- 田村市立船引南小学校・中学校

## 別名
- 昭和通り（旧国道4号区間）
- 磐城街道（福島県道300号門沢三春線の重複区間）